# Julián Vitale
Julián Vitale (Buenos Aires, Argentina; 21 de julio de 1995) es un futbolista argentino. Juega como mediocampista central y su primer equipo fue Independiente. Actualmente milita en Almagro de la Primera Nacional.

## Trayectoria
Debutó en el Rojo en 2015. En ese año marcó el primer gol de su carrera contra Arsenal de Sarandí como visitante por la Copa Sudamericana, partido que terminó empatado 1-1.
También jugó en Unión de Santa Fe, San Martín de Tucumán, Alvarado de Mar del Plata y Deportivo Morón.

## Estadísticas
- Actualizado el 17 de agosto de 2025

| Club                      | Div.                | Temporada           | Liga | Liga | Copa Nacional | Copa Nacional | Copa Internacional | Copa Internacional | Total | Total |
| Club                      | Div.                | Temporada           | PJ   | G    | PJ            | G             | PJ                 | G                  | PJ    | G     |
| ------------------------- | ------------------- | ------------------- | ---- | ---- | ------------- | ------------- | ------------------ | ------------------ | ----- | ----- |
| Independiente Argentina   | 1.ª                 | 2015                | 12   | 0    | 2             | 0             | 5                  | 1                  | 19    | 1     |
| Independiente Argentina   | 1.ª                 | 2016                | 1    | 0    | -             | -             | -                  | -                  | 1     | 0     |
| Independiente Argentina   | 1.ª                 | 2016/17             | 3    | 0    | 2             | 0             | 0                  | 0                  | 5     | 0     |
| Independiente Argentina   | 1.ª                 | 2019/20             | 0    | 0    | 0             | 0             | -                  | -                  | 0     | 0     |
| Independiente Argentina   | Total               | Total               | 16   | 0    | 4             | 0             | 5                  | 1                  | 25    | 1     |
| Unión Argentina           | 1.ª                 | 2017/18             | 6    | 0    | 1             | 0             | -                  | -                  | 7     | 0     |
| Unión Argentina           | Total               | Total               | 6    | 0    | 1             | 0             | -                  | -                  | 7     | 0     |
| San Martín (T) Argentina  | 1.ª                 | 2018/19             | 13   | 0    | 2             | 0             | -                  | -                  | 15    | 0     |
| San Martín (T) Argentina  | Total               | Total               | 13   | 0    | 2             | 0             | -                  | -                  | 15    | 0     |
| Alvarado Argentina        | 2.ª                 | 2020                | 7    | 0    | -             | -             | -                  | -                  | 7     | 0     |
| Alvarado Argentina        | 2.ª                 | 2021                | 29   | 0    | 1             | 0             | -                  | -                  | 30    | 0     |
| Alvarado Argentina        | 2.ª                 | 2022                | 23   | 1    | -             | -             | -                  | -                  | 23    | 1     |
| Alvarado Argentina        | 2.ª                 | 2023                | 22   | 0    | -             | -             | -                  | -                  | 22    | 0     |
| Alvarado Argentina        | Total               | Total               | 81   | 1    | 1             | 0             | -                  | -                  | 82    | 1     |
| Deportivo Morón Argentina | 2.ª                 | 2024                | 30   | 0    | -             | -             | -                  | -                  | 30    | 0     |
| Deportivo Morón Argentina | Total               | Total               | 30   | 0    | -             | -             | -                  | -                  | 30    | 0     |
| Almagro Argentina         | 2.ª                 | 2025                | 26   | 2    | -             | -             | -                  | -                  | 26    | 2     |
| Almagro Argentina         | Total               | Total               | 26   | 2    | -             | -             | -                  | -                  | 26    | 2     |
| Total en su carrera       | Total en su carrera | Total en su carrera | 172  | 3    | 8             | 0             | 5                  | 1                  | 185   | 4     |